# Чернышёв, Михаил Васильевич
Михаил Васильевич Чернышёв (21 ноября 1908, село Кремёнки, Симбирская губерния — 21 сентября 1994, Санкт-Петербург) — советский художник-живописец, монументалист, член Санкт-Петербургского Союза художников (до 1992 года — Ленинградской организации Союза художников РСФСР).

## Биография
Михаил Васильевич Чернышёв родился 21 ноября 1908 года в селе Кремёнки в большой крестьянской семье. В десять лет остался без родителей. Скитался по детским домам, пока не оказался в Москве, где был определён на учёбу. По окончании школы 2-й ступени в 1926 году приехал в Ленинград и, выдержав вступительные экзамены, поступил во ВХУТЕИН, который окончил в 1930 году с присвоением звания художника монументальной живописи. Дипломная работа — «Защита Ленинграда. Строительство».
После окончания института был зачислен в аспирантуру. В 1931 году впервые участвовал в выставке ленинградских художников, представив картину «Смена (Строительство ДнепроГЭС)» и несколько портретов знатных людей ДнепроГЭС как результат своей творческой командировки. В 1932—1933 годах проходил срочную военную службу на Краснознамённом Балтийском флоте. В 1933 году женился на художнице Лидии Васильевне Горбачёвой. В 1939 году был принят кандидатом в члены Ленинградского Союза Советских художников. В сентябре 1939 был вновь призван в Красную Армию, участвовал в войне с белофиннами, службу проходил в артиллерийских частях. Демобилизовался в 1940 году.
После начала Великой Отечественной войны участвовал в строительстве оборонительных сооружений. В декабре 1941 был в третий раз призван в Красную Армию и направлен на курсы младших лейтенантов Краснознамённого Балтийского флота, по окончании которых проходил службу в 260-м Отдельном батальоне морской пехоты командиром огневого взвода. Участвовал в боях на Ленинградском фронте, удостоен боевых наград.
После демобилизации в 1946 году в звании лейтенанта ВМФ работал в ленинградском отделении Художественного фонда. В 1950—1953 годах преподавал рисунок и живопись в Ленинградском художественно-педагогическом училище. Одновременно работал творчески, главным образом, в станковой живописи, писал портреты, жанровые и батальные картины, пейзажи, натюрморты. В 1946 году был переведён из кандидатов в члены Ленинградского Союза Советских художников. Среди произведений, созданных М. В. Чернышёвым в станковой живописи, картины «Портрет блокадника», «Автопортрет» (обе 1941), «Взятие высоты Терпека», «Выступление М. И. Калинина на юбилейной сессии ВЦИК в Ленинграде», «Школьница», «Натюрморт с электроплиткой» (обе 1950), «Портрет рабочего И. Мызникова», «Экзамен», «Учительница» (обе 1972), «Колхозный сторож», «Птичница» (обе 1974), «Портрет ветерана Великой Отечественной войны художника Т. П. Лякина», «Внук ветерана» (1985) и другие.
Скончался 21 сентября 1994 года в Санкт-Петербурге на 86-м году жизни. 
Произведения М. В. Чернышёва находятся в Государственном Русском музее, в музеях и частных собраниях в России, США, Японии, Франции и других странах. Известен портрет М. В. Чернышёва, написанный художником В. А. Горбом в 1932 году.

## Награды
- орден Красной Звезды (16.5.1945)[14]
- орден Отечественной войны II степени (6.4.1985)[15]
- медали, в том числе:
  - За оборону Ленинграда[14].

## Выставки
- 1951 год (Ленинград): Выставка произведений ленинградских художников 1951 года в Государственном Русском музее.
- 1984 год (Ленинград): Подвигу Ленинграда посвящается. Выставка произведений ленинградских художников, посвящённая 40-летию полного освобождения Ленинграда от вражеской блокады.
- 1985 год (Ленинград): 40 лет Великой победы. Выставка произведений художников — ветеранов Великой Отечественной войны.
- Апрель 1991 года (Париж): Выставка «Русские художники».
- 1997 год (Санкт-Петербург): Связь времён. 1932—1997. Художники — члены Санкт-Петербургского Союза художников России.

## Комментарии
1. ↑  Село Кременки[2], относившееся к Симбирскому уезду, в последующем (в частности, в 1945[3]) входившее в состав Ульяновского района, не сохранилось, его территория вошла в состав Новоульяновска.